# 刘齐英
刘齐英（1969年8月—），广东五华人，中国政治人物。1992年7月参加工作，1993年6月加入中国共产党，曾任职珠海市金湾区平沙镇委书记、珠海市商务局局长、党组书记；2015年9月起任职珠海市香洲区区长及区委副书记。2024年12月，不再担任香洲区区长。